# Parco nazionale Danubio-Auen
Il parco nazionale Danubio-Auen (in tedesco: Nationalpark Donau-Auen) è un parco nazionale situato tra Bassa Austria e Vienna, in Austria.